# Faldas cortas o piernas largas
Faldas cortas o piernas largas (título original en inglés: It's OK, I'm wearing really big knickers; On the Bright Side, I'm Now the Girlfriend of a Sex God para Estados Unidos) es el segundo libro de la serie de Los diarios de Georgia Nicolson, escrito por la autora británica Louise Rennison. El libro se publicó en junio de 2002 en España.